# كارلوس سامبايو غاريدو
كارلوس سامبايو غاريدو (بالبرتغالية: Carlos Sampayo Garrido‏) هو دبلوماسي برتغالي، ولد في 5 أبريل 1883، وتوفي في 1 أبريل 1960.